# Медаль Китайской войны (1900)
Медаль за Китайскую войну 1900 года (англ. China War Medal 1900) — Британская медаль за участие в кампании, предназначавшаяся для награждения военнослужащих Британии и Британской Индии, принимавших участие в подавлении Ихэтуаньского восстания в период между 10 июня и 31 декабря 1900 года.
По завершении конфликта, германский император Вильгельм II предложил участвовавшим в нём державам учредить общую памятную медаль, но эта идея потерпела неудачу из-за противодействия со стороны Франции и Великобритании.
Каждая из восьми стран-участниц, за исключением Австрии, создала свои медали. Так же поступила и Британия, учредившая 1 января 1902 года Медаль Китайской войны. Это была уже третья по счёту медаль Соединённого Королевства за участие в колониальных войнах на территории Китая.

## Описание награды
- Медаль: круглой формы, диаметром 36 мм, серебряная для военнослужащих и бронзовая для «местных жителей», преимущественно индийских носильщиков и слуг[3].

На аверсе обращённое влево погрудное рельефное изображение королевы Виктории, в короне и шали, с надписью на латинском языке: «VICTORIA REGINA ET IMPERATRIX» по верхнему периметру.
Изображение на реверсе аналогично ранее встречавшимся на медалях Первой и Второй Китайских войн: тот же щит с Королевским гербом, с пальмой и «трофеями» позади и надписью: «ARMIS EXPOSCERE PACIM» по дуге вверху и «CHINA 1900» под рисунком.
Имя награждённого и некоторые другие детали могли быть отчеканены, либо выгравированы на гурте медали. Автор эскиза — медальер Джордж Уильям де Соллс.
- Лента: также сходна с предыдущими наградами Китайских войн: малиновая с широкими жёлтыми полосами по краям, шириной 1,25 дюйма (32 мм).

- Дополнительные знаки отличия и награды:

Медаль могла вручаться как без пристёжек, так и с одной или несколькими из следующих пристёжек:
- - Taku Forts (рус. Форты Дагу)

Вручалась служащим Королевского флота, в составе международных сил, участвовавших в атаке Крепости Дагу на реке Пейхо (Хайхэ) 17 июня 1900 года.
- - Defence of Legations (рус. Защита посольств)

В общей сложности награждены 132 человека, 80 из состава Королевской морской пехоты, также гвардейцы из охраны британской дипломатической миссии (из нескольких разных полков) и гражданские добровольцы, которые помогали оборонять квартал дипломатической миссии в Пекине в течение 55 дней с 20 июня по 14 августа 1900 года.
- - Relief of Pekin (рус. Битва за Пекин)

Вручалась военнослужащим британской и индийской армии, а также Королевского флота, участвовавшим в оказании помощи дипломатическим миссиям в Пекине с 10 июня по 14 августа 1900 года в составе международных сил по оказанию помощи (см. Экспедиция Гэзели) или в составе военно-морской бригады вице-адмирала Эдварда Сеймура (см. Экспедиция Сеймура).
Медаль без пристёжки была вручена 555 морякам Колониальных ВМС Австралии. 256 человек из них были из провинции Новый Южный Уэльс, 197 из Виктории и ещё 102 человека из Южной Австралии, прибывшие на канонерской лодке Protector.